# سارشي (كانتون)
سارشي (بالإسبانية: Sarchí)‏ هو الكانتون الثاني عشر من محافظة الأخويلا في كوستاريكا. ويغطي الكانتون مساحة 120.25 كم مربع، كما يقارب عدد سكانه 17,322 نسمة. وتدعى مدينته الرئيسية بـ سارشي نورتيه. تم تأسيس هذا الكانتون تشريعيا في 26 تشرين الأول 1949.

## التسمية
قام الكانتون في 7 أغسطس 2019 بموجب القانون رقم 9658 بتغيير اسمه من فالفيرذيه فيغا إلى سارشي. تعني كلمة سارشي الحقل المفتوح في لغة شعب الهويتار الذين سكنوا المنطقة ذات يوم.

## المقاطعات
يتألف الكانتون من خمس مقاطعات وهي :
1. سارشي نورتيه
2. سارشي سور
3. تورو آماريجو
4. سان بيدرو
5. رودريغيس

## أعلام
- خوان بابلو فارغاس